# Meleoma nahoa
Meleoma nahoa is een insect uit de familie van de gaasvliegen (Chrysopidae), die tot de orde netvleugeligen (Neuroptera) behoort. 
Meleoma nahoa is voor het eerst wetenschappelijk beschreven door Banks in 1949.